# Sylvia Crowe
Pour les articles homonymes, voir Crowe.
Dame Sylvia Crowe, née le 15 septembre 1901 et morte le 30 juin 1997, est une architecte paysagiste anglaise,.

## Biographie
Crowe est née à Banbury, dans l'Oxfordshire, fille de Beatrice (née Stockton) et d'Eyre Crowe, un ébéniste. Son père prend sa retraite prématurément en raison de problèmes de santé et déménage sa famille à Felbridge, dans le Sussex, pour travailler comme fruiticulteur. Crowe fréquente la Berkhamsted Girls School (en), dans le Hertfordshire de 1908 à 1912. En raison de sa tuberculose, elle est également scolarisée à domicile, dans la ferme familiale. Elle est formée par Madeline Agar (en) au Swanley Horticultural College (en) (plus tard absorbé par le Hadlow College, qui continue de donner des cours d'aménagement paysager à l'Université de Greenwich).
Après l'université, Crowe fait son apprentissage avec Edward White à la société Milner, Son & White, puis travaille comme paysagiste pendant 14 ans. En juillet 1939, elle est élue au Conseil de l'Institute of Landscape Architects (ILA, « Institut des architectes paysagistes »), devenu plus tard le Landscape Institute (en). Pendant la Seconde Guerre mondiale, Crowe sert en France avec l'armée polonaise.
Après la guerre, Crowe est présidente de l'Institute of Landscape Architects de 1957 à 1959 et apporte d'importantes contributions à l'aménagement du paysage pour les nouvelles villes, les routes et la foresterie. Parmi ses projets notables figure le jardin sur le toit du bâtiment de la Scottish Widows à Édimbourg, créé à partir de plantes indigènes écossaises.

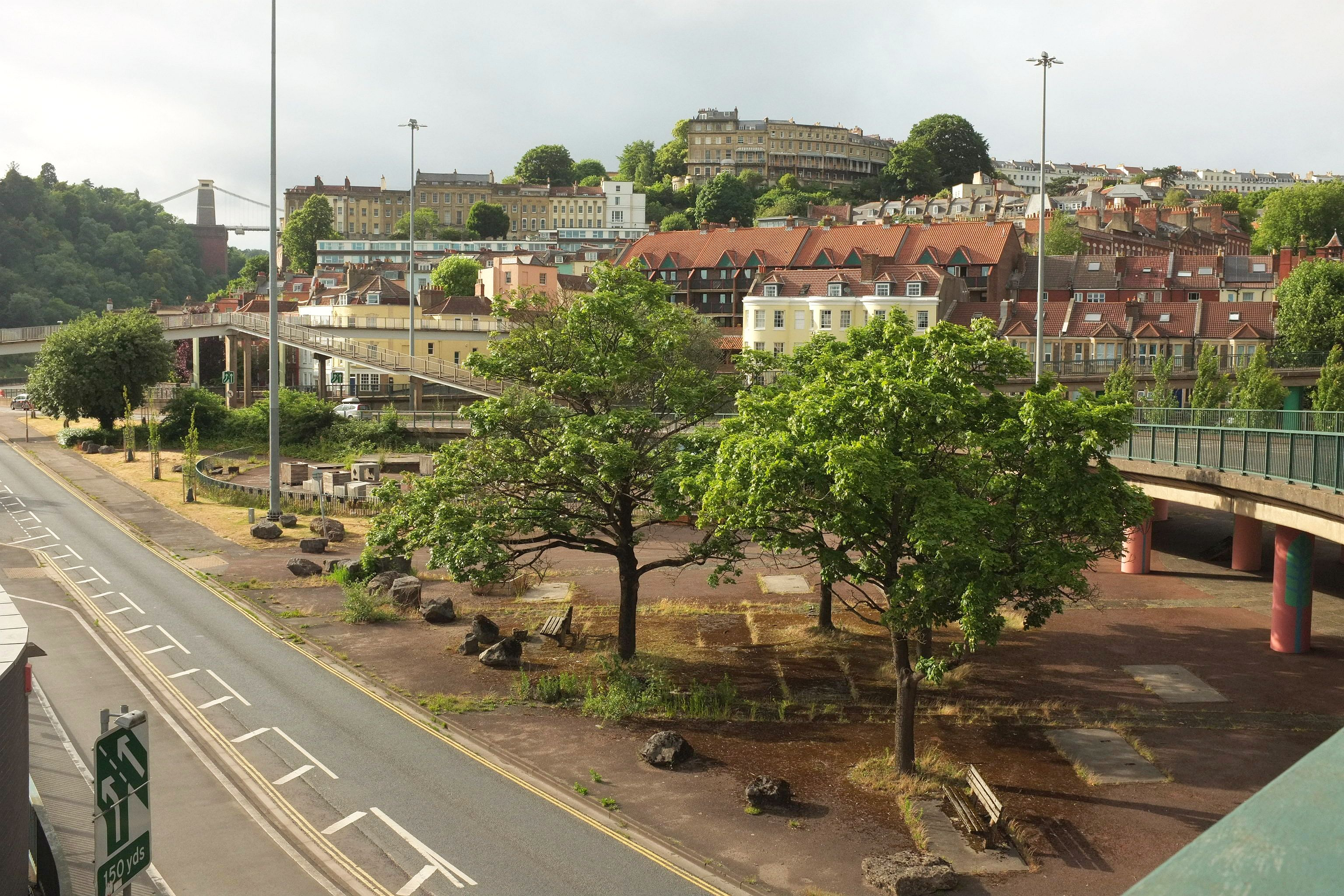
Cumberland Piazza, à Bristol, aménagée par Crowe en 1964.

En 1964, elle conçoit une place près du pont Cumberland à Bristol. La zone était délabrée, mais en 2011, elle est rafraîchie et les plantes d'origine sont toujours là. Dans les années 1960, Crowe partage un bureau avec Brenda Colvin (en), également présidente de l'ILA.
En 1969, l'architecte paysagiste Kenneth Booth conçoit les tours de refroidissement de la centrale électrique d'Ironbridge B et est fortement influencé par les conseils énoncés dans The Landscape of Power (1958) de Crowe.
Au milieu du XXe siècle, Lower Soughton Hall à Northop dans le Flintshire appartient à la famille Gray. En 1972, Stephen Alexander Reith Gray est le haut-shérif du Flintshire et le directeur général de Shotton Steelworks. Il charge Crowe et Raymond Cutbush de redessiner les jardins.
Crowe reçoit un doctorat honorifique de l'Université Heriot-Watt en 1977.
Elle meurt au St Mary's Hospital de Londres le 30 juin 1997 d'une bronchopneumonie, à l'âge de 95 ans. Elle ne s'est jamais mariée.

## Honneurs

### Récompenses
- Ordre de l'Empire britannique[15] :
  - 1967 : commandeur de l'Empire britannique (CBE) ;
  - 1973 : dame commandeur de l'Empire britannique (DBE) ;
- 1986 : Médaille d'or du Landscape Institute (LI) ;
- 1988 : Médaille de l'American Society of Landscape Architects ;
- 1990 : Médaille Victoria de l'honneur du Royal Horticultural Society (RHS) ;
- 1990 : Médaille d'or de l'Institut australien des architectes paysagistes[15].

### Postes occupés
- 1945 : Fellow de l'Institute of Landscape Architects (ILA) ;
- 1954 : Vice-présidente de l'International Federation of Landscape Architecture (IFLA) puis 1962 et 1964-1969 ;
- 1957-1959 : Présidente de l'ILA
- 1970 : Présidente par intérim de l'IFLA ;
- 1974-1976 : Présidente de The Tree Council (en)

## Publications
- (en) Tomorrow’s Landscape, Architectural Press, 1956
- (en) Garden Design, Country Life, 1956
- (en) The Landscape of Power, Architectural Press, 1958[9]
- (en) The Landscape of Roads, Architectural Press, 1960
- (en) Space for Living: Landscape Architecture and the Allied Professions, Djambatan, 1961
- (en) Shaping Tomorrow’s Landscape, Djambatan, 1964
- (en) Forestry in the Landscape, HMSO, 1966Écrit avec Zvi Miller.
- (en) Landscape Planning: A Policy for an Overcrowded World, IUCN, 1969
- (en) The Landscape of Reservoirs, Association of River Authorities, 1969
- (en) The Gardens of Mughul India a History and Guide, Thames and Hudson, 1972Écrit avec Sheila Haywood, Susan Jellicoe et Gordon Patterson.
- (en) The Pattern of Landscape, Packard Publishing, 1988Écrit avec Mary Mitchell.